# Begeč
Begeč (Servisch: Бегеч) is een dorp in de Servische provincie Vojvodina. Het is gelegen in de gemeente Novi Sad, in het district Zuid Bačka. Begeč is een dorp bij de Donau, ongeveer 15 km ten oosten van Novi Sad. Blijkens een volkstelling in 2002 heeft het dorp een Servische etnische meerderheid en de populatie bedroeg destijds 3360 mensen.

## Geboren
- Vujadin Boškov (1931-2014), voetballer en voetbaltrainer